# Griselda (Vivaldi)
Griselda es una ópera en tres actos compuesta por Antonio Vivaldi. El libreto utiliza una revisión del libreto de Apostolo Zeno de 1701, que se basaba en El Decamerón de Giovanni Boccaccio (X, 10, "The Patient Griselda"). El célebre dramaturgo veneciano Carlo Goldoni fue contratado para adaptar el libreto para Vivaldi. Griselda se estrenó en Venecia en el Teatro San Samuele el 18 de mayo de 1735.
Esta ópera se representa muy poco; en las estadísticas de Operabase La Griselda aparece con sólo una representación en el período 2005-2010.

## Personajes
| Personaje                                                           | Voz                          | Reparto del estreno,  |
| ------------------------------------------------------------------- | ---------------------------- | --------------------- |
| Griselda, esposa de Gualtiero                                       | contralto                    | Anna Girò             |
| Gualtiero, 'Rey de Tesalia                                          | tenor                        | Gregorio Babbi        |
| Roberto, príncipe ateniense, enamorado de Costanza                  | soprano castrato             | Gaetano Valletta      |
| Corrado, hermano de Roberto, amigo de Gualtiero                     | soprano (papel con calzones) | Elisabetta Gasparini  |
| Costanza, hija oculta de Griselda y Gualtiero, enamorada de Roberto | soprano                      | Margherita Giacomazzi |
| Ottone, noble de Tesalia                                            | soprano castrato             | Lorenzo Saletti       |

## Sinopsis

### Primer acto
Años antes de la acción, Gualtiero, Rey de Tesalia, se ha casado con una pastora pobre, Griselda. El matrimonio era bastante impopular entre los súbditos del rey y cuando Griselda dio a luz a Costanza, el rey tuvo que pretender haberla asesinado y enviarla secretamente a otras tierras para que fuera criada por Corrado, Príncipe de Atenas. 
Ahora, cuando se enfrenta a otra rebelión por parte de los tesalios, Gualtiero es obligado a renunciar a Griselda y comprometerse a una nueva esposa. La prometida es de hecho Costanza, que ignora su verdadero parentesco. Sin embargo, ella ama al hermano menor de Corrado, Roberto, y se desespera al pensar que será obligada a casarse con Gualtiero.

### Segundo acto
Griselda regresa a su casa en el campo donde es perseguida por Ottone, que está enamorado de ella. Griselda rechaza violentamente sus pretensiones. Gualtiero y sus seguidores salen de cacería y se encuentran con la cabaña de Griselda. Gualtiero frustra el intento de Ottone de secuestrar a Griselda y permite que ella regrese a la corte pero como esclava de Costanza.

### Tercer acto
Ottone insiste en perseguir a Griselda y Gualtiero le promete su mano tan pronto como él se haya casado con Costanza. Griselda declara que preferiría morir, y conmovido por su fidelidad, Gualtiero la acepta nuevamente como su esposa. El rey también revela la verdadera identidad de Costanza y permite que se case con Roberto.

## Grabaciones
| Año  | Reparto (Griselda, Gualtiero, Roberto, Costanza, Ottone, Corrado)                                     | Director, Teatro y orquesta              | Sello                                       |
| ---- | --- | ---------------------------------------- | ------------------------------------------- |
| 2006 | Marie-Nicole Lemieux Steffano Ferrari Philippe Jaroussky Verónica Cangemi Simone Kermes Iestyn Davies | Jean-Christophe Spinosi Ensemble Matheus | Audio CD: Spinosi (Naive)                   |
| 2008 | Marion Newman Giles Tomkins Lynne McMurtry Carla Huhtanen Colin Ainsworth                             | Kevin Mallon Aradia Ensemble             | Audio CD: Naxos Historical Cat: 8.660211-13 |

Nota: "Cat:" es una abreviatura del número de catálogo de la discográfica.